# یاشار دوغو
یاشار دوغو (به ترکی استانبولی: Yaşar Doğu) (زادهٔ ۱۹۱۳ – درگذشتهٔ ۸ ژانویهٔ ۱۹۶۱) کشتی‌گیر و مربی کشتی  ترکیه‌ای بود. او برندهٔ مدال طلای المپیک ۱۹۴۸ لندن و قهرمان مسابقات قهرمانی کشتی جهان در سال ۱۹۵۱ بود. دوغو در وزن‌های مختلف هر دو سبک کشتی آزاد و فرنگی شرکت می‌کرد و در کشتی فرنگی نیز قهرمان کشتی اروپا بود. او پس از کناره‌گیری از کشتی، مربی تیم ملی کشتی ترکیه شد. هر ساله به یادبود او در ترکیه جام معتبر جایزه بزرگ کشتی آزاد برگزار می‌شود. او در ۱۹۶۱ بر اثر حمله قلبی در آنکارا درگذشت.

## جام یاشار دوغو
از سال ۱۹۷۳ مسابقات سالانه کشتی آزاد مردان با یادبود او برگزار می‌شود. از سال ۲۰۱۶ مسابقات کشتی آزاد زنان هم به آن اضافه شد. همچنین از سال ۱۹۸۳ همزمان با این رقابت، مسابقات کشتی فرنگی با نام وهبی امره برگزار می‌شود. در سال ۲۰۱۴ مسابقات وهبی امره به مسابقات وهبی امره و حمیت کاپلان تغییر نام یافت.